# Museu do Estado de Nova York
O Museu do Estado de Nova Iorque é uma instituição apoiada por pesquisas em Albany, Nova Iorque, Estados Unidos. Ele está localizado na Madison Avenue, anexado ao lado sul do Empire State Plaza, de frente para a praça e em direção ao Capitólio do Estado de Nova York. O museu abriga arte, artefatos (pré-históricos e históricos) e ecofatos que refletem o desenvolvimento cultural, natural e geológico de Nova York. Operado pelo Escritório de Educação Cultural do Departamento de Educação do Estado de Nova York, é o maior e mais antigo museu estadual dos EUA. Anteriormente localizado no Prédio da Educação do Estado, o museu agora ocupa os primeiros quatro andares do Centro de Educação Cultural, um edifício de dez andares e 1400 mil metros quadrados de edifício que também abriga os Arquivos do Estado de Nova York e a Biblioteca do Estado de Nova York 
Em 2020, a pandemia de COVID-19 forçou o NYSM, os Arquivos do Estado e a Biblioteca do Estado a fecharem temporariamente, com os funcionários do museu continuando a trabalhar nos bastidores, oferecendo programação virtual e exposições online. O Museu reabriu ao público com horários e dias de funcionamento reduzidos e algumas exposições ainda fechadas no dia 17 de maio de 2021.

## História

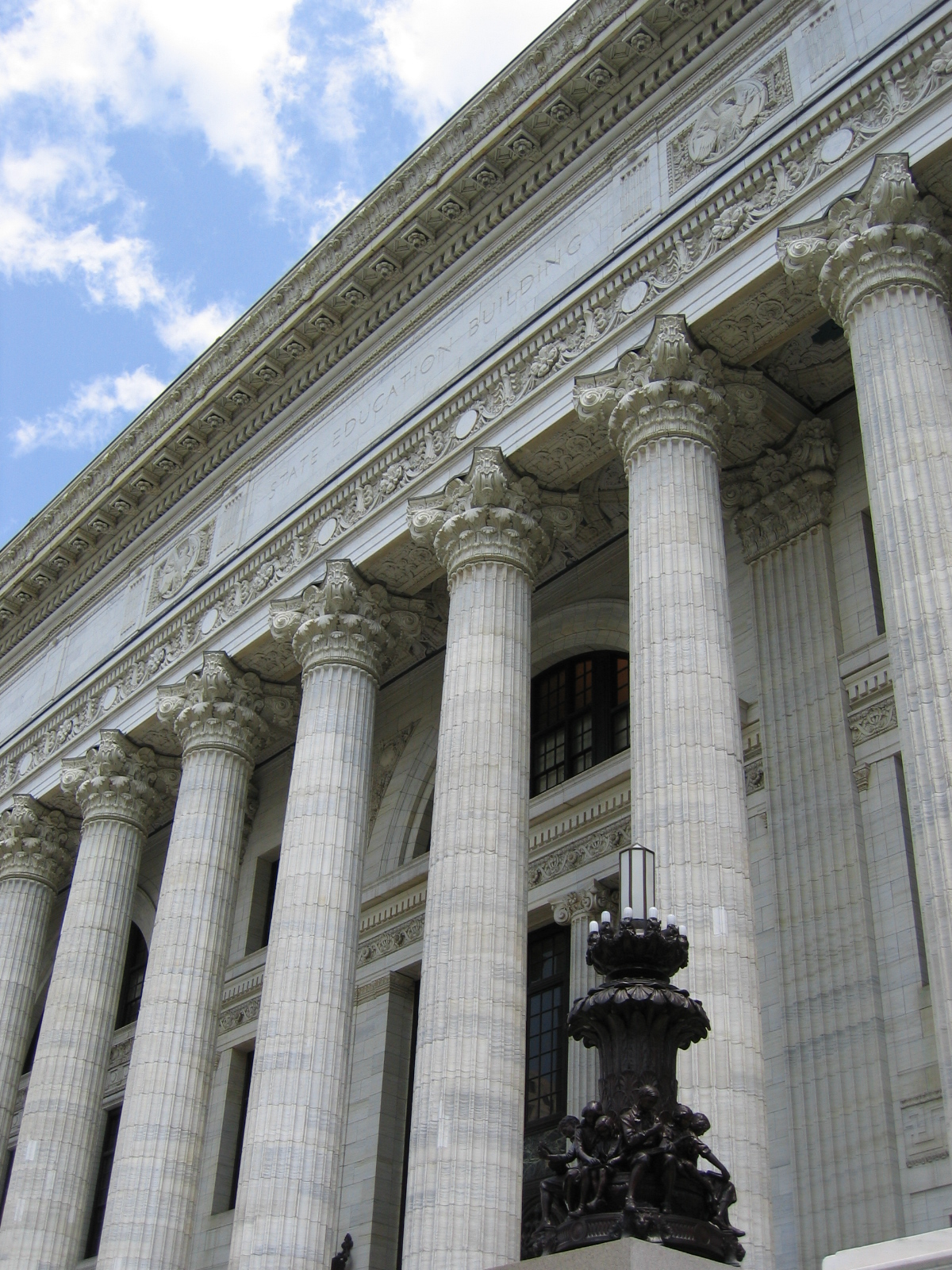
O State Education Building abrigou o Museu do Estado de Nova York até 1976.

O Museu do Estado de Nova York foi fundado em 1836 como Pesquisa Geológica e de História Natural do Estado de Nova York, formado em 1836 pelo governador William Marcy para documentar a riqueza mineral do estado. Em 1870, foi reorganizado como Museu de História Natural do Estado de Nova York, sob a tutela dos regentes da Universidade Estadual. O museu funcionou no Prédio da Educação Estadual de 1912 a 1976, quando foi transferido para o Centro de Educação Cultural após a conclusão do Empire State Plaza. O local atual foi inaugurado em 4 de julho de 1976, e 15 mil pessoas participaram da cerimônia que incluiu uma apresentação de Don Mclean. 
Em junho de 2015, o museu anunciou a maior reforma de sua história. Ao longo de três a quatro anos, 35,000 pés quadrados (3,2 516 m2)   de espaço expositivo deveria ser modernizado. O NYSM permanecerá aberto durante todo o processo de reconstrução, embora galerias individuais possam ser fechadas durante a construção e reinstalação.

### Equipe notável
- Frederick James Hamilton Merrill - diretor do museu (1894–1904)
- John Mason Clarke - diretor do museu (1904–1925)
- William Martin Beauchamp - arqueólogo (1884–1910)